# Вільгельм Цубер
Вільгельм Цубер (нім. Wilhelm Zuber; 15 березня 1891, Бемдорф — 6 січня 1965) — австро-угорський, австрійський і німецький офіцер, генерал-майор вермахту (1945).

## Біографія
Син залізничного касира Антона Цубера і його дружини Леокадії, уродженої Гауптфогель. Учасник Першої світової війни. Після завершення війни продовжив службу в австрійській армії. З 1932 року — ад'ютант бригадного артилерійського дивізіону №4. Після аншлюсу 15 березня 1938 року автоматично перейшов у вермахт. З 1 вересня 1938 року — командир 2-го дивізіону 53-го артилерійського полку.

## Сім'я
25 вересня 1920 року одружився в Лінці з Гільдегард Ерлер Едле фон Ерленрід (23 вересня 1895, Лінц), дочкою генерал-майор Людвіга Ерлера Едлера фон Ерленріда (1865–1942).

## Нагороди
- Пам'ятний хрест 1912/13
- 2 срібні і бронзова медаль «За військові заслуги» (Австро-Угорщина) з мечами
- Хрест «За військові заслуги» (Австро-Угорщина) 3-го класу з військовою відзнакою і мечами
- Військовий Хрест Карла
- Залізний хрест 2-го класу
- Пам'ятна військова медаль (Австрія) з мечами
- Золотий знак «За заслуги перед Австрійською Республікою»
- Хрест «За вислугу років» (Австрія) 2-го класу для офіцерів (25 років)
- Орден Заслуг (Австрія), лицарський хрест
- Почесний хрест ветерана війни з мечами
- Медаль «За вислугу років у Вермахті» 4-го, 3-го, 2-го і 1-го класу (25 років)